# 1925 en Lorraine
Chronologie de la Lorraine
- 1921
- 1922
- 1923
- 1924
- 1925
- 1926
- 1927
- 1928
- 1929

Cette page est une liste d'événements qui se sont produits durant l'année 1925 en Lorraine.

## Éléments de contexte

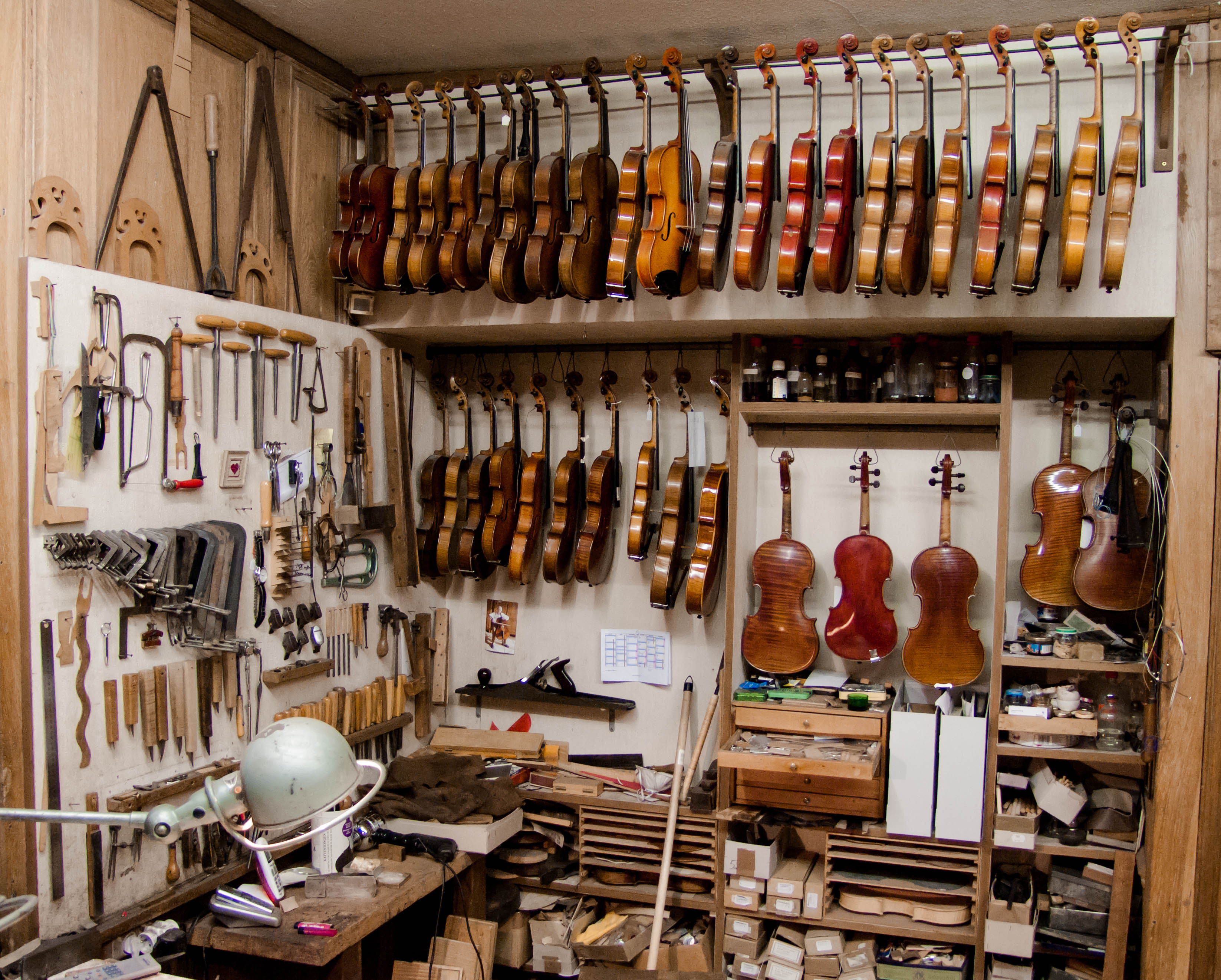
Atelier d'un luthier à Mirecourt, 2013

- La lutherie à Mirecourt compte dix-huit ateliers et quatre fabriques employant 680 ouvriers.

## Événements

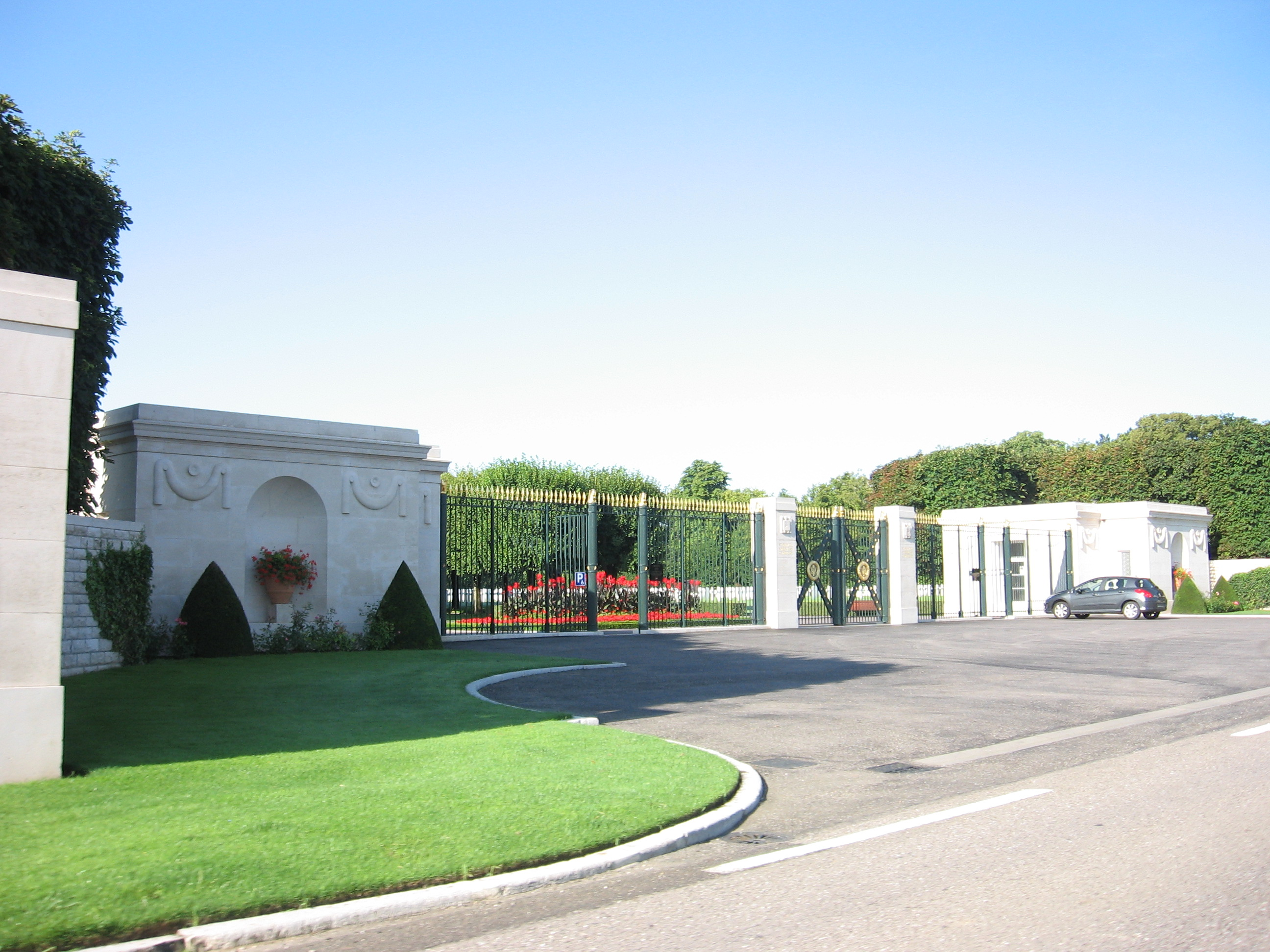
Cimetière américain du Saillant de Saint-Mihiel, à Thiaucourt-Regniéville

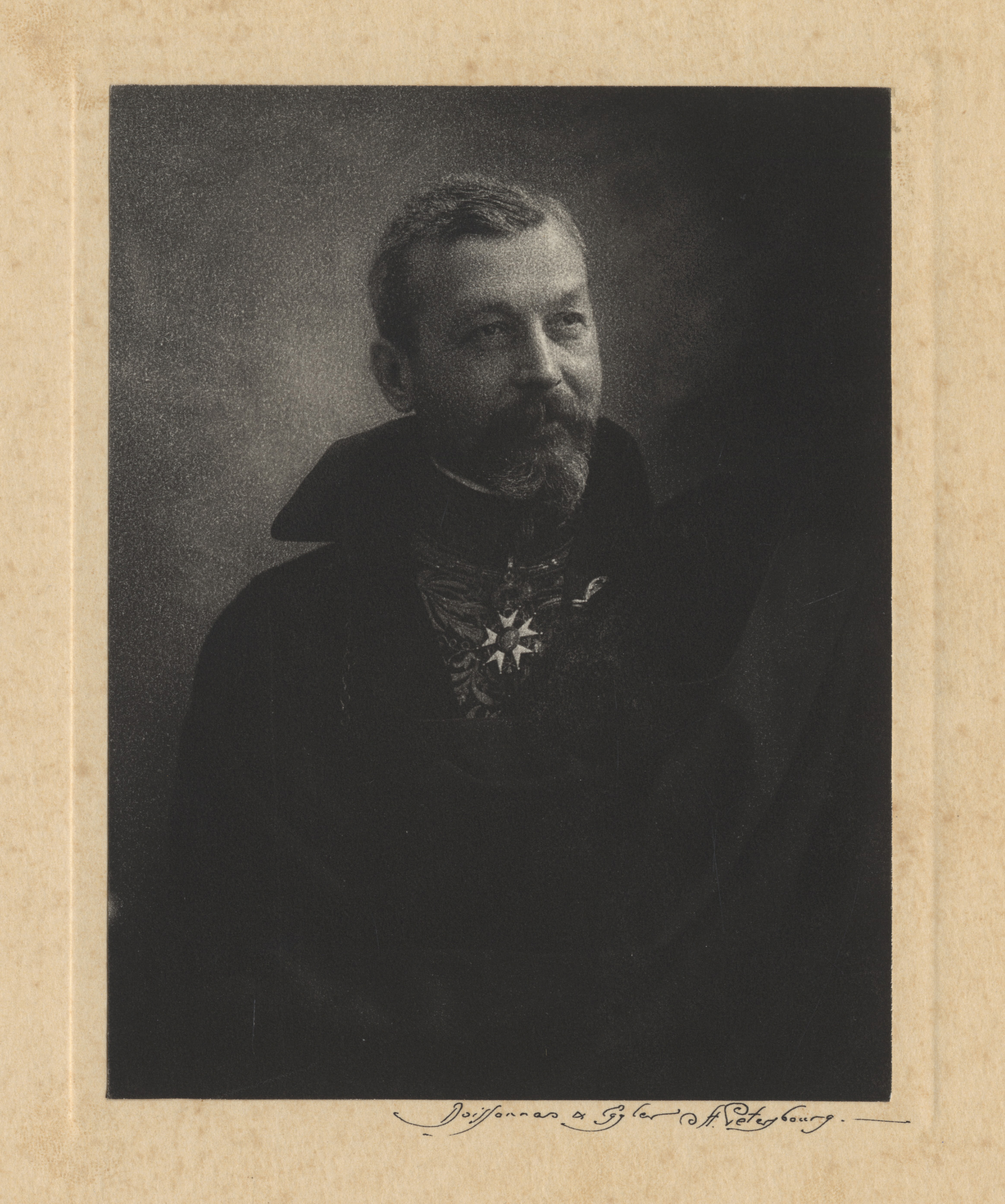
Portrait du Maurice Bompard, ambassadeur de France à Saint-Pétersbourg.

- Théodore Heitzmann, boulanger fournisseur de la cristallerie de Saint-Louis qui vient de perdre une grande partie de son chiffre d'affaires à la suite de la création d'une boulangerie propre à l'usine, déclare que si Saint-Louis sait faire du pain, il saurait faire du cristal. C'est ainsi qu'est créée la Cristallerie Lorraine qui deviendra la Cristallerie de Lemberg, fondée en 1925[1].
- Fondation du Stade olympique de Merlebach (SO Merlebach), club lorrain de football basé à Freyming-Merlebach.
- Maurice Bompard, dernier président de la commission sénatoriale d'Alsace-Lorraine[2].
- L'UEM devient une régie municipale de type "décret 1917"[1].
- 1 janvier, Alsace-Lorraine : entrée en vigueur de la législation civile et commerciale[3].
- 15 janvier, Alsace-Lorraine : fin de la période douanière transitoire définie au traité de Versailles[3].
- 21 janvier : dernière exécution publique en Meurthe-et-Moselle, à Nancy[4].
- 26 mars : catastrophe au puits Reumeux de Merlebach. Une défaillance de la machine d'extraction fait 53 morts et 28 blessés[5].
- 15 juillet : la 16ème étape du tour de France arrive à Metz. Le départ avait été donné à Mulhouse[6].
- 17 juillet : le tour de France part de Metz en direction de Dunkerque[6].
- 24 juillet, Alsace-Lorraine : fin du commissariat général[3]. Une loi met en vigueur le régime de droit commun[7].
- 23 août : pose de la première pierre du monument de Lorraine à Charmes par le général de Castelnau[8]. Sur des fonds rassemblés grâce à une souscription menée en 1923 et 1924[9],[10]
- 7 octobre : le lorrain Paul Colin dessine l'affiche de la Revue nègre[11].
- 9 novembre : Albert Lebrun et l'ambassadeur américain Herrick inaugurent le Cimetière américain du Saillant de Saint-Mihiel à Thiaucourt-Regniéville (1914-1918) (4 153 sépultures dont 117 tombes de soldats inconnus).

## Inscriptions ou classements aux titre des monuments historiques
- En Meurthe-et-Moselle : Place d'Alliance à Nancy[12]; Porte Désilles à Nancy[13]; Porte Sainte-Catherine à Nancy[14]; Porte Saint-Nicolas à Nancy[15]; Porte Stanislas à Nancy[16]

## Naissances

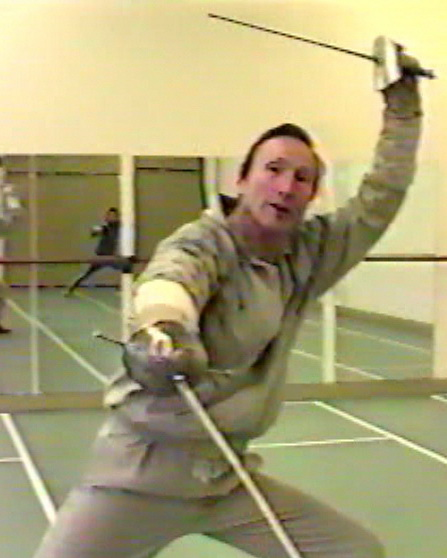
Claude Carliez.

- 3 janvier à Metz : Pierre Félix Simon, mort le 11 mai 2008 à Paris 6e, médecin et homme politique français. Il est grand maître de la Grande Loge de France de 1969 à 1971 et de 1973 à 1975.
- 10 janvier à Nancy : Claude Carliez est un maître d'armes et cascadeur français décédé le 17 mai 2015 (à 90 ans).
- 31 janvier à Algrange : Angelo Colinelli, mort le 27 avril 2011 à Décines-Charpieu (Rhône)[17] coureur cycliste français, professionnel de 1948 à 1956.
- 13 février à Houdreville : René Pleimelding, footballeur et entraîneur français, mort le 20 octobre 1998[18] à Nancy.
- 15 février à Mirecourt : Bernard Ouchard, mort à Vittel le 2 juin 1979, maître-archetier français et enseignant à l'école nationale de lutherie de Mirecourt. Il est parfois considéré comme l'un des derniers maîtres archetiers historiques français.
- 27 février à Remiremont : Guy Amouretti, mort le 8 juin 2011 à Paris, pongiste français.
- 25 mars à Sampigny : Jacques Albert Devigne, mort le 18 juin 2019 à Vendôme (Loir-et-Cher) sculpteur, médailleur et graveur sur bois français[19],[20].
- 11 avril à Bouzonville : Julien Schvartz, décédé le 6 décembre 2014 à Vandœuvre-lès-Nancy est un homme politique français.
- 24 avril, à Toul : Georges Courtès, astronome français, membre de l’Académie des sciences.
- 2 mai à Metz : Gabriel Pallez, mort le 29 septembre 1998 à Paris, haut fonctionnaire et chef d’entreprise française. Il est successivement, directeur de l’Assistance publique - Hôpitaux de Paris (AP-HP) de 1969 à1985, président-directeur général du Crédit commercial de France (CCF) de 1985 à 1987, président de la société Orlyval de 1988 à 1992 et président de la Ligue nationale contre le cancer de 1991 à 1998. Il est également un acteur majeur des programmes de décentralisation menés par l’État dans les années 1960 et joue un rôle de premier plan dans le développement des villes nouvelles.
- 4 mai à Chaligny : Bernard Hugo, mort le 15 octobre 2001, homme politique français. Il fut notamment sénateur de l'Ardèche et maire d'Aubenas.
- 3 juin à Fraize : Marcel Dole, parfois orthographié de façon erronée Marcel Dolé, mort le 22 juin 1993 à Dampierre-sous-Brou, photographe de plateau et un cadreur de cinéma français.
- 14 juin à Boulay-Moselle : Lucien Israël, mort le 18 janvier 1996 à Strasbourg, psychiatre et psychanalyste français.
- 5 juillet à Dombasle-sur-Meurthe : Pierre Schielé, mort le 27 juillet 2011 au Mont Sainte-Odile (Bas-Rhin), homme politique français.
- 23 juillet à Amnéville : Ernest Nunge, footballeur français, mort le 8 novembre 2014 à Bourg-en-Bresse[21]. Il était milieu de terrain.
- 27 août à Vittel : Darry Cowl, de son vrai nom André Darricau, acteur, musicien et humoriste français, mort le 14 février 2006 à Neuilly-sur-Seine (Hauts-de-Seine).
- 25 octobre à Nancy : Charles Gottlieb[22], et mort le 8 mai 2015[23],[24] ou le 9 mai[22] à Nice[24], résistant français[24].
- 20 novembre à Mouzay (Meuse) : Colette Senghor, née Colette Hubert, morte le 18 novembre 2019 à Verson (Calvados)[25], seconde épouse et la muse de l'écrivain et homme politique franco-sénégalais Léopold Sédar Senghor. Il lui a notamment dédié le recueil intitulé Lettres d’hivernage[26].
- 28 décembre à Verdun : Marie-Odile Sweetser (1925-2014), universitaire américaine d'origine française, professeure d'université et spécialiste de la littérature française du XVIIe siècle.
- 29 décembre à Lunéville : Jean Lhote, mort le 29 décembre 2009 à Metz, est un historien français.

## Décès
- à Bitche : Jean-Jacques Kieffer (né à Guinkirchen en 1857), naturaliste et entomologiste français qui se spécialisa dans l'étude des insectes parasites. Après avoir suivi une formation pour devenir prêtre, Jean-Jacques Kieffer enseigna les sciences naturelles à Bitche (Lorraine) tandis qu'il travaillait à la description et classification des insectes. Ses travaux et publications devinrent par la suite une source importante de description et de classification pour les entomologistes du début du XXe siècle, en particulier dans le domaine des guêpes parasitoïdes, des cécidomyies[27] et des  moustiques[28].
- 1 avril à Épinal (Vosges) : Aimé Piton est un homme politique français né le 25 juillet 1883 à Épinal.
- 13 juin à Saint-Nicolas-de-Port : Marguerite Mongenast-Servais (1882-1925) est une féministe luxembourgeoise.
- 25 août à Nancy : François Félix Crousse, né à Nancy le 2 octobre 1840, horticulteur français spécialiste des bégonias tubéreux.
- 19 décembre à Essey-les-Nancy : Louis Auguste Dujardin, sculpteur et médailleur[29],[30] français né à Paris le 4 juin 1847[31],[32].
- 28 décembre à Paris : Jules Méline, né à Remiremont. Président du conseil, président de la chambre des députés, etc.